# It Came Upon the Midnight Clear
It came upon the midnight clear o It came upon a midnight clear  è una celebre poesia e canzone natalizia, scritta dal ministro unitariano di Weston (Massachusetts) Edmund Sears (1810–1876) ed apparsa per la prima volta il 29 dicembre 1849 nel Christian Register di Boston.
Il brano può essere accompagnato da due diverse melodie, una popolare negli Stati Uniti, l'altra nel Regno Unito: la prima, intitolata Carol, è stata composta nel 1850 da Richard Storrs Willis (1819–1900), un allievo di Felix Mendelssohn; la seconda, intitolata Noël, è stata composta nel 1874 da Arthur Sullivan (1842–1900).

## Storia
Si dice che Edmond Sears avrebbe scritto il testo su richiesta di un suo amico, W. P. Lunt, ministro di Quincy (Massachusetts).

## Testo
Il testo, che parla dell'annuncio della Nascita di Gesù da parte degli angeli, si compone di 6 strofe (anche se in alcune versioni, la terza strofa è spesso omessa), di 8 versi ciascuna:
It came upon the midnight clear,

That glorious song of old,

From angels bending near the earth,

To touch their harps of gold:

"Peace on the earth, goodwill to men,

From heaven's all-gracious King."

The world in solemn stillness lay,

To hear the angels sing.
Still through the cloven skies they come,

With peaceful wings unfurled,

And still their heavenly music floats

O'er all the weary world;

Above its sad and lowly plains,

They bend on hovering wing,

And ever o'er its Babel sounds

The blessèd angels sing.
Yet with the woes of sin and strife

The world has suffered long;

Beneath the angel-strain have rolled

Two thousand years of wrong;

And man, at war with man, hears not

The love-song which they bring;

O hush the noise, ye men of strife,

And hear the angels sing.
And ye, beneath life's crushing load,

Whose forms are bending low,

Who toil along the climbing way

With painful steps and slow,

Look now! for glad and golden hours

come swiftly on the wing.

O rest beside the weary road,

And hear the angels sing!
For lo!, the days are hastening on,

By prophet bards foretold,

When with the ever-circling years

Comes round the age of gold

When peace shall over all the earth

Its ancient splendors fling,

And the whole world give back the song

Which now the angels sing.

## Versioni in altre lingue
Del brano è stata fatta anche una cover in lingua svedese, intitolata Jag ser en stjärna på himmelen (= "Vedo una stella in cielo"), interpretata nel 1981 da Stefan Borsch